# 紐西蘭奧林匹克委員會
紐西蘭奧林匹克委員會（New Zealand Olympic Committee）是紐西蘭的國家奧林匹克委員會，該組織成立於1911年，是國際奧委會和大洋洲國家奧林匹克委員會的成員。1920年，首次派員參加在比利時安特衛普舉行的夏季奧運會。
現時，紐西蘭奧林匹克委員會的總部設在奧克蘭，主席是Liz Dawson。

## 資料來源
1. ↑  .   [2014-03-13]. （原始内容存档于2008-08-26）.